# Volo Libyan Arab Airlines 114
Il volo Libyan Arab Airlines 114 era un collegamento di linea internazionale della compagnia aerea di bandiera libica Libyan Arab Airlines in servizio fra gli aeroporti di Bengasi, in Libia, e di Il Cairo, in Egitto. Il giorno 21 febbraio 1973 il volo era operato da un Boeing 727-224 con a bordo 104 passeggeri e 9 membri dell'equipaggio francesi che, dopo avere perso la rotta sul deserto del Sinai, venne intercettato da due caccia Phantom dell'Aeronautica Militare israeliana e abbattuto a circa 20 chilometri dal Canale di Suez in quella parte del Sinai occupata da Israele nel 1967 con la guerra dei sei giorni. Il velivolo si distrusse al suolo dopo avere provato un atterraggio di fortuna uccidendo 100 passeggeri e 8 componenti dell'equipaggio.

## L'aereo
Il velivolo che operava il volo era il trimotore Boeing 727-224 con numero di registrazione 5A-DAH e numero di serie 20244/650; 650º esemplare ordinato, era stato consegnato alla Libyan Arab Airlines il 28 dicembre 1970. Era mosso da 3 motori Pratt & Whitney JT8D-9 ed aveva effettuato il primo volo il 16 ottobre 1968. Al momento dell'incidente aveva quindi poco più di 4 anni di servizio.

## L'abbattimento
Il Boeing 727, decollato da Bengasi e diretto a Il Cairo, incontrò sulla sua rotta condizioni di maltempo con presenza in quota di stratocumuli e altocumuli e smarrì la rotta dopo essere transitato sulla verticale del villaggio di Sidi Barrani, posto sulle coste mediterranee circa 95 chilometri a est del confine fra Libia ed Egitto. Il comandante, disorientato, proseguì quindi oltre Il Cairo e, venendosi a trovare sopra il deserto del Sinai e avendo recuperato visibilità del terreno, si rese probabilmente conto di essere fuori rotta in una zona non coperta dai servizi di navigazione aeronautica.
Secondo il racconto dell'epoca riportato dalla israeliana Jewish Telegraphic Agency, alle ore 13,55 il Boeing sarebbe penetrato per 80 chilometri nei territori occupati da Israele, avrebbe costeggiato il Canale di Suez e avrebbe sorvolato un campo di volo militare israeliano facendo scattare l'intercettazione del velivolo da parte di due Phantom dell'Aeronautica Militare israeliana.
L'intercettazione inizialmente vide i due caccia israeliani segnalare al jet civile di atterrare mediante i segnali tipici di quelle manovre e con alcune salve di cannoncino esplose di fronte al muso del Boeing; poi, visto che il pilota del volo libico non rispondeva e che anzi dava segni di virare per tornare verso Il Cairo, i due piloti militari abbatterono il trimotore civile con raffiche di proiettili traccianti alle ali fin quando il velivolo non prese fuoco. Nel tentativo di compiere un atterraggio di emergenza il jet si schiantò al suolo uccidendo sul colpo 70 presenti a bordo. Nei giorni seguenti, però, il numero delle vittime salì a 108 e soli 5 si salvarono.
Il pilota, Jacques Bourges, con 17 anni di esperienza nelle linee aeree civili, insieme a parte dell'equipaggio era francese; nonostante le ripetute richieste dei piloti israeliani, decise di tornare verso il Cairo ignorandole, e dicendo dapprima "siamo seguiti da quattro MiG" nonostante le evidenti insegne israeliane sui velivoli e tra lo sgomento di un assistente di volo arabo, tra i sopravvissuti, che invece aveva identificato i caccia come israeliani. Successivamente, dopo i colpi di avvertimento, l'aereo estrasse il carrello perdendo quota ma continuò a dirigersi verso il Cairo; dopo una prima raffica davanti al muso informò il Cairo per radio dicendo "credo che la mia bussola sia in avaria"; quando l'aereo venne colpito, ancora dichiarò con calma per radio "ora siamo sotto il fuoco; un caccia ci ha colpiti".

## Reazioni immediate
Nelle ore successive all'incidente l'allora Primo Ministro israeliano Golda Meir, in un comunicato diffuso dalla radio israeliana, esprimeva "il dolore del Governo per la perdita di vite umane" e il dispiacimento per il fatto che il pilota del jet di linea non avesse ottemperato alle istruzioni di atterraggio impartire dai caccia militari e confacenti alle consuetudine internazionali, anzi avrebbe urlato in risposta "Non prendo ordini da Israele"; sempre secondo il portavoce ai servizi di sicurezza israeliani sarebbe giunta in precedenza una segnalazione circa l'intenzione da parte di non meglio precisati guerriglieri arabi di imbottire un grosso aereo di esplosivo e farlo precipitare in una zona densamente popolata.
Il rappresentante permanente egiziano presso il Consiglio di Sicurezza delle Nazioni Unite, ambasciatore Esmat Abdel Meguid, in una dura lettera del 2 marzo 1972 rivolta al Presidente del Consiglio di Sicurezza, fra le altre cose rimarcava quanto segue:
Il giorno stesso dell'abbattimento il Segretario Generale del Ministero degli Esteri italiano, ambasciatore Gaja, convocava per il giorno dopo l'ambasciatore di Israele a Roma, Najar.